# Szomália az 1996. évi nyári olimpiai játékokon
Szomália az egyesült államokbeli Atlantában megrendezett 1996. évi nyári olimpiai játékok egyik részt vevő nemzete volt. Az országot az olimpián 1 sportágban 4 sportoló képviselte, akik érmet nem szereztek.

## Atlétika
Férfi
| Versenyző            | Versenyszám | Előfutam | Előfutam | Előfutam | Elődöntő | Elődöntő | Elődöntő | Döntő   | Döntő    |
| Versenyző            | Versenyszám | Idő      | Hely.    | Össz.    | Idő      | Hely.    | Össz.    | Idő     | Helyezés |
| -------------------- | ----------- | -------- | -------- | -------- | -------- | -------- | -------- | ------- | -------- |
| Ibrahim Mohamed Aden | 800 m       | 1:47,31  | 5.       | 26.      | kiesett  | kiesett  | kiesett  | kiesett | kiesett  |
| Abdi Bile            | 1500 m      | 3:42,32  | 3.       | 34.      | 3:33,30  | 3.       | 3.       | 3:38,03 | 6.       |
| Aboukar Hassan Adani | 5000 m      | 15:19,80 | 13.      | 36.      | kiesett  | kiesett  | kiesett  | kiesett | kiesett  |
| Abdi Isak            | Maraton     |          |          |          |          |          |          | 2:59:55 | 110.     |